# البركة (حرض)

تعديل مصدري - تعديل

البركة هي إحدى قرى عزلة الشعاب بمديرية حرض التابعة لمحافظة حجة، بلغ تعداد سكانها 326 نسمة حسب تعداد اليمن لعام 2004.